# Рельено негро
Релье́но не́гро (исп. relleno negro — «чёрная начинка») — блюдо мексиканского Юкатана, суп или стью из индейки, свиных фрикаделек и смеси перцев чили (чилмоле). Его традиционно готовят в ноябре на фестивале под названием Hanal Pixán.
Блюдо подаётся как кусочки индюшки в чёрном соусе и фрикадельки с желтком внутри. Отсюда его также называют блюдом «ночного солнца». Для майя это блюдо символизирует смерть и жизнь: чёрный цвет соуса и варёные яйца внутри «воскрешающей» индюшки. Так как в космологии майя чёрный, это цвет смерти и болезни, они добавляют красную смесь перцев, Recado rojo, как «кровь» жизни.
Оригинальный рецепт содержит индейку, свиной фарш для приготовления фрикаделек, помидоры, чилмоле, ачиоте, чёрный перец, гвоздику, тмин, орегано, эпазоте, чеснок и вареные яйца. Чёрный цвет тушеного мяса получается из смеси поджаренных перцев чили или Recado negro, которые используются в чилмоле, среди которых: анчо чили, чёрный перец, гвоздика, тмин, натуральный ачиоте, подгоревшие лепёшки, кислый апельсиновый сок, чеснок, орегано и соль.